# Cine de Etiopía

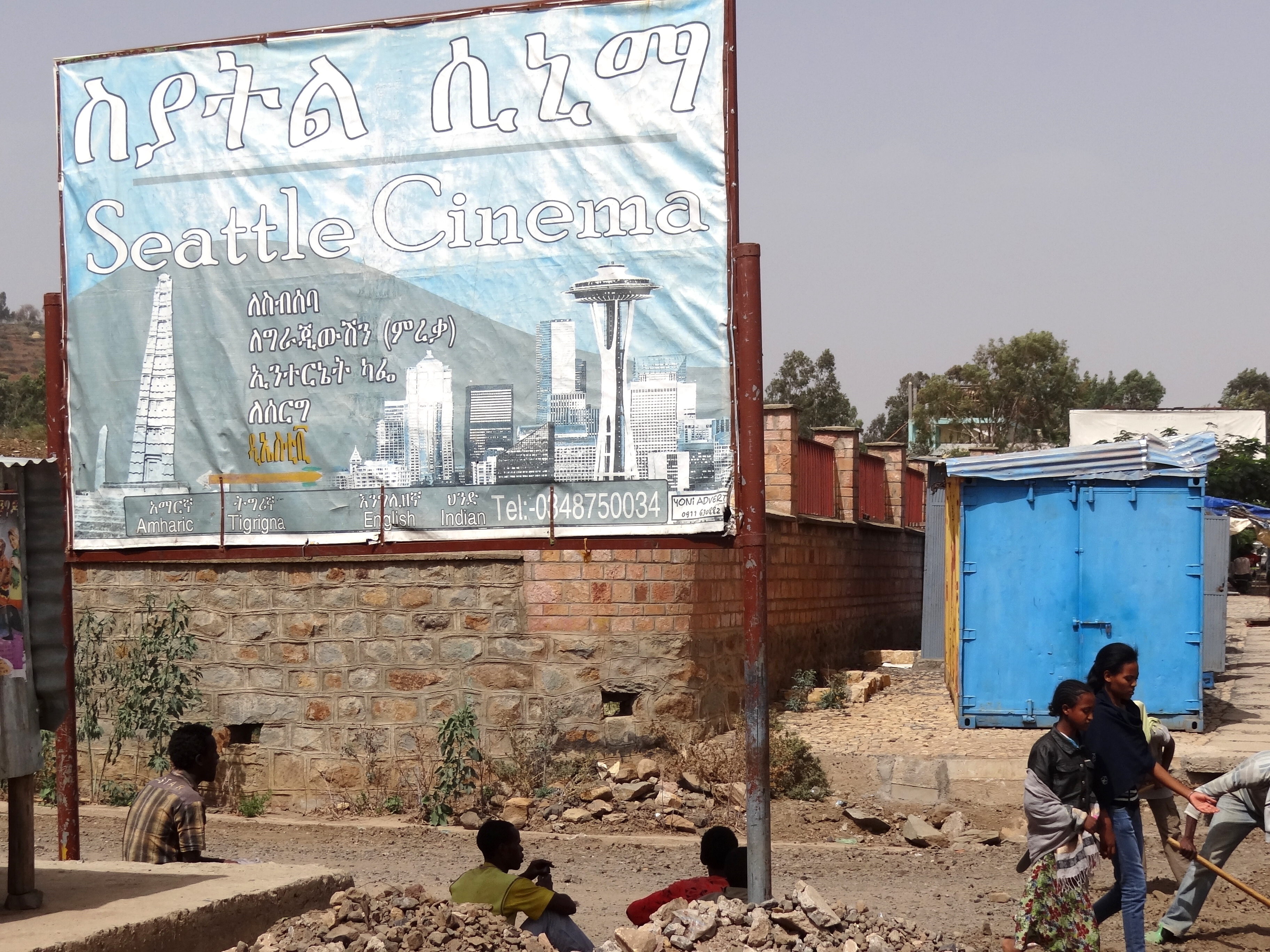
Cartel cinematográfico en Axum, Etiopía

La industria cinematográfica de Etiopía es un fenómeno relativamente reciente en Etiopía. La industria en el país africano se encuentra en crecimiento, pero se enfrenta a muchos problemas que han impedido su pleno florecimiento. Históricamente, el teatro en vivo gozaba de mayor popularidad en Etiopía, donde se generó un puñado de actores relativamente exitosos. Con el paso del tiempo, algunas producciones etíopes lograron exhibirse en festivales y eventos a nivel internacional. Entre estas producciones destacan las películas Difret de Zeresenay Berhane Mehari (exhibida en el Festival de Cine de Sundance en 2014), Lamb de Yared Zeleke (presentada en la sección Un Certain Regard del Festival de Cannes en 2015) y Atletu de Davey Frankel y Rasselas Lakew (escogida como la representante etíope en la categoría de mejor película extranjera en los Premios Óscar de 2010).

## Figuras destacadas

### Directores

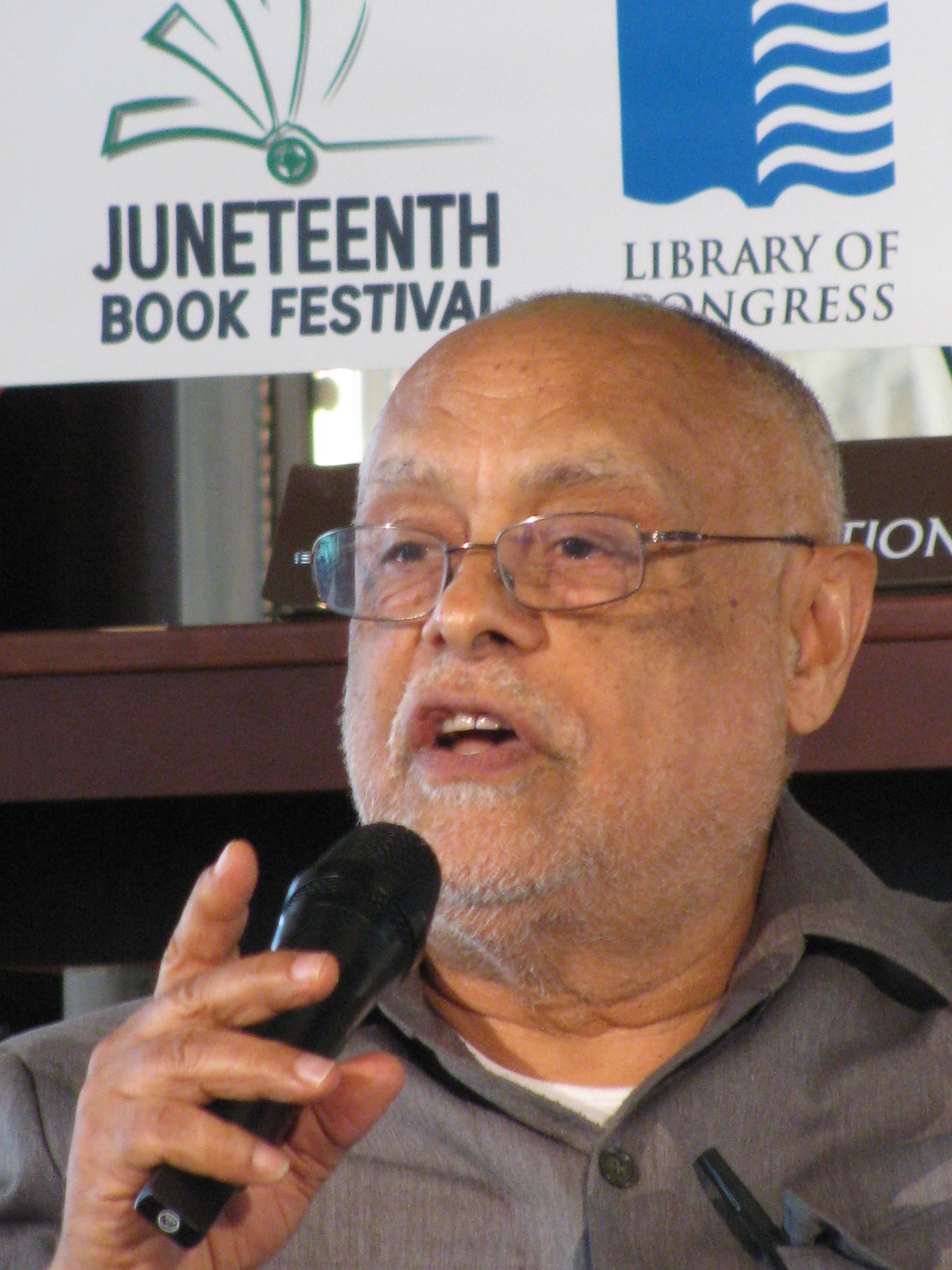
Haile Gerima es uno de los cineastas más destacados de Etiopía

- Haile Gerima[6]
- Rasselas Lakew
- Yared Zeleke[7]
- Zeresenay Mehari
- Hermon Hailay
- Yared Shumete
- Mikyas Teka
- Henok Ayele
- Bereket Werede
- Yohannes Baye
- Adanech Admassu

### Actores y actrices

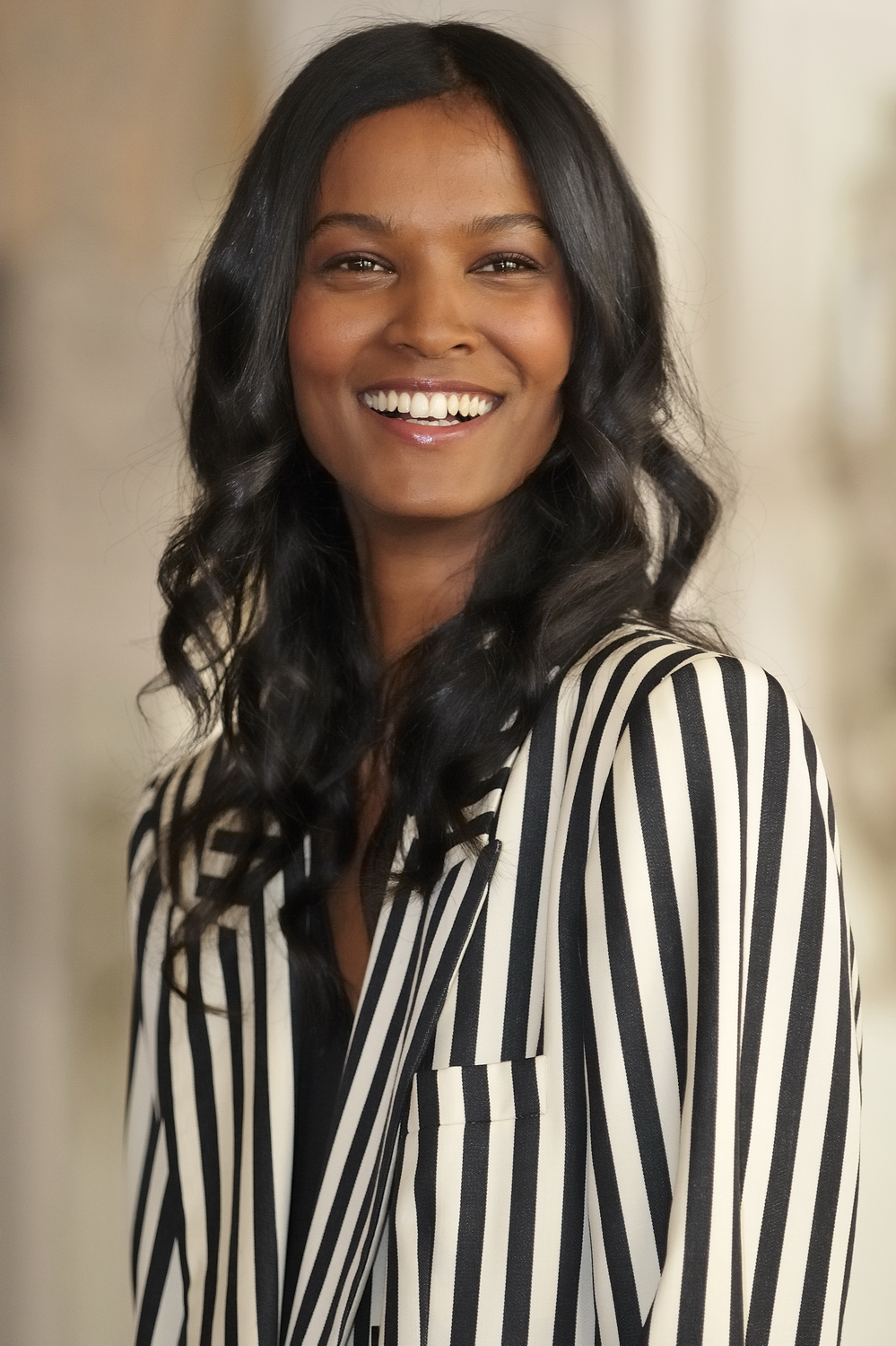
La actriz y modelo Liya Kebede logró repercusión internacional

- Meron Getnet
- Liya Kebede[8]
- Selam Tesfaye
- Tizita Hagere
- Rasselas Lakew
- Makda Afewerk
- Fryat Yemane
- Kidist Siyum
- Rediat Amare
- Abebe Balcha
- Addisalem Getaneh
- Eyob Dawit
- Alemseged Tesfaye
- Hanna Yohannes
- Daniel Tegegn
- Tariku Birhanu
- Hanan Tarik
- Amleset Muchie
- Ruta Mengistab
- Girum Ermias
- Mahder Assefa
- Solomon Bogale
- Samson Tadesse

### Películas
- Difret
- Lamb
- Teza
- Atletu
- The Price of Love
- Lambadina
- Harvest: 3,000 Years
- Blood Is Not Fresh Water
- Running Against the Wind